# Ingóláp

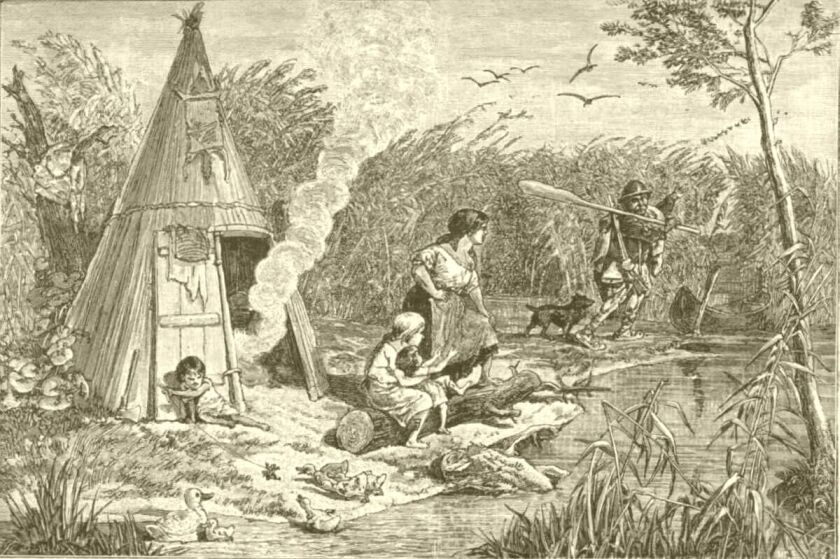
Pákász-tanya az ingólápon.

Az ingóláp a mocsárvidék sajátos természeti képződménye. Úgy keletkezett, hogy az állandóan állóvíz borította láp pangó vizeiben rothadó, pusztuló növényi maradványok levegővel nem érintkeztek, ezért nehezen korhadtak, és nem alakulhattak át földdé, az egész olyanná vált, mint a szivacs.
Laza rétegeiben a növényi részek: nádlevelek, bürökszárak épségben felismerhetők voltak, sőt a ledőlt fák vastagabb részei évszázadokig is megmaradtak. Iszap és homok, ami a korhadást elősegíthette volna, csak a széleken került közé.
Ez az idők folyamán egyre vastagodó lápi réteg hol megemelkedett, hol pedig lejjebb szállott, vagyis a magas vízállás felemelte, apadáskor pedig lesüllyedt. Mivel a több méter vastag réteg a víz felett képződött, így nem volt hozzáragadva az alsó agyagtalajhoz. 
Buján nőtt rajta a nád, hisz vizes volt a humusz, és olyan vastag, hogy a nád gyökerei bő táplálékot találtak benne.
Ezen a vastag, víz felett lévő rétegen bátran járhatott ember vagy állat, sőt még a lovasszekereket is megbírta, bár ez utóbbi alatt már megsüllyedt a talaj, esetleg a víz is felfakadt, de a szekér tovahaladtával a réteg visszaemelkedett eredeti szintjére.
A régi, lecsapolása előtti időkben hasonló volt az Ecsedi-láp is. A huzamosan száraz években ez a réteg ráülepedett a szilárd talajra, a nád és egyéb növények gyökerei lehatoltak az alsó, agyagos rétegbe, s mintegy odakötözték úgy, hogy a következő vízáradás már nem volt képes felemelni, hanem felette terült el. A puha réteg sokáig megtartotta a magába szedett vizet, ezért a régi időkben a lápot járó emberek, ha megszomjaztak, ledugtak egy nádszálat, s friss, üdítő vizet szívtak fel a talajból.
Az Ecsedi-láp lecsapolása előtt közvetlenül még volt egy kisebb ingóláp is a területén, mely alatt folyton víz volt. Itt a humusz vastagsága egy méter lehetett.

## Úszó lápszigetek
A lápon füvekkel, bokrokkal borított, fákkal tarkított földszigetek is voltak, melyek libegtek, sodródtak a nagy kiterjedésű vizeken. 
Az ilyen úszó lápsziget úgy keletkezett, hogy a poshadt állóvizek szélén, az élő és elkorhadt vízinövények gyökérzete hálószerűen összefonódott, majd hosszú idő alatt a szél telehordta homokkal, földdel. 
Itt az odakerült magvakból kisarjadt az élet; mohák, füvek, páfrányok, bokrok és fák nőttek.
Az így létrejött sziget a szél minden rebbenésére lebegett, majd egy-egy hevesebb szélvihar elszakította, és besodorta a mély vizekbe.
Ilyen úszó lápszigetek találhatók még ma is Szabolcs-Szatmár-Bereg vármegyében, a Vaja község melletti Vajai-tó vizén.